# Le sable était rouge
Pour plus de détails, voir Fiche technique et Distribution.
Le sable était rouge (Beach Red) est un film américain réalisé par Cornel Wilde, sorti en 1967.

## Fiche technique
- Titre original : Beach Red
- Titre français : Le sable était rouge
- Réalisation : Cornel Wilde
- Scénario : Cornel Wilde, Don Peters et Clint Johnston d'après le roman de Peter Bowman
- Photographie : Cecil Cooney
- Montage : Frank P. Keller
- Société de production : United Artists
- Pays d'origine :  États-Unis
- Format : Couleurs - 1,85:1 - Mono
- Genre : guerre
- Durée : 105 minutes
- Date de sortie : 1967

## Distribution
- Cornel Wilde (VF : André Valmy) : Capitaine MacDonald / Narrateur
- Rip Torn (VF : Georges Atlas) : Sergent Honeywell
- Burr DeBenning (VF : Dominique Paturel) : Egan
- Patrick Wolfe (VF : Patrick Dewaere) : Cliff
- Jean Wallace : Julie
- Jaime Sánchez (VF : Gérard Hernandez) : Colombo
- Gene Blakely (VF : Pierre Collet) : Goldberg
- Michael Parsons : Sergent Lindstrom